# 박민 (1963년)
박민(朴敏, 1963년 6월 9일~)은 대한민국의 제26대 한국방송공사 사장이다.
경상남도 창원시에서 태어났으며 1991년 문화일보 창간 공채 기자로 입사해 사회부장과 정치부장, 편집국장을 거쳤다. 문화일보 논설위원으로 근무하다 최근 사직한 것으로 알려졌다. 또한 관훈클럽 총무, 법조언론인클럽 회장 등을 역임했으며, 서울대학교 출신 언론인 모임인 관악언론인회의 제12대 회장을 지내고있다. 2023년 10월 13일에 제26대 한국방송공사 사장에 내정되었다. 그러나 문화일보 편집국장을 지내고 2021년 4월부터 3개월간 휴직하는 동안 일본계 다국적 아웃소싱 기업 ‘트랜스코스모스 코리아’에서 고문을 맡아 월 500만원씩 총 1500만원을 받은 논란으로 인해서 2년 후인 2023년 10월 16일에 제26대 한국방송공사 사장에 내정된 지 3일 만에 전국언론노동조합 KBS본부로부터 부정청탁 및 금품 등 수수의 금지에 관한 법률을 위반한 혐의로 국민권익위원회에게 신고당했다. 같은 해 11월 12일에 윤석열 대한민국 대통령에 의해 제26대 한국방송공사 사장으로 정식으로 임명되었고, 11월 13일에 정식으로 취임식을 가져서 현재에 이르고 있다. 임명 직후 더 라이브의 편성을 삭제했으며, 주진우 라이브 폐지와 함께 주진우를 하차시켰다.

## 학력
- 가야고등학교(졸업)
- 서울대학교 사회과학대학(정치학 학사)
- 서울대학교 대학원(정치학 석사)

## 경력
- 1991년 문화일보 입사
- 문화일보 기자
- 미국 듀크 대학교 방문연구원
- 문화일보 노조위원장
- 2009.04~2012.04 문화일보 편집국 전국부 부장
- 2012.04~2015.04 문화일보 편집국 사회부 부장
- 서울중앙지방법원 시민사법위원회 위원
- 2015.04~2019.04 문화일보 편집국 정치부 부장
- 관훈클럽 편집위원
- 2019.04~2021.04 문화일보 편집국 국장
- 디지털타임스 감사
- 2019.12 제8대 법조언론인클럽 회장
- 2021~2023 관악언론인회 부회장
- 2021.04~2023.09 문화일보 논설위원
- 2022.01 제69대 관훈클럽 총무
- 2023.05~ 관악언론인회 회장
- 2023.11~2024.12 한국방송공사 사장
- 2023.11~2024.07 제26대 한국방송협회 회장
- 2023.11~2024.07 사단법인 서울드라마어워즈 조직위원회 위원장
- 2023.11~2024.07 한국언론진흥재단 비상임이사
- 2024.07~2024.12 한국방송협회 부회장
- 2024.07~2024.12 사단법인 서울드라마어워즈 조직위원회 이사